# 690

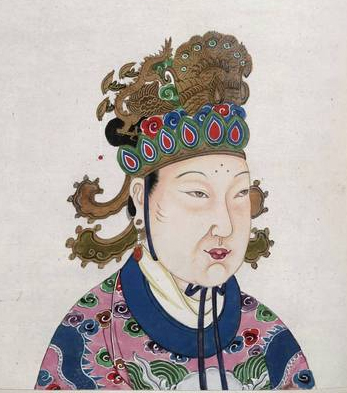
Keizerin Wu Zetian (625-705)

Het jaar 690 is het 90e jaar in de 7e eeuw volgens de christelijke jaartelling.

## Gebeurtenissen
Midden-Oosten
- Keizer Justinianus II vestigt Cyprioten in de stad Cyzicus. Hierdoor ontstaan er opnieuw spanningen met de Omajjaden. Kalief Abd al-Malik dreigt Armenië en Iberië (huidige Georgië) te bezetten als wraak.

Europa
- Wihtred (690-725) bestijgt als koning de troon van het Angelsaksische koninkrijk Kent. Hij verovert het gebied ten noorden van de rivier de Theems als vergeldingsactie tegen de plunderingen van Essex.
- Pepijn van Herstal, hofmeier van Austrasië, benoemt zijn zoon Drogo tot hertog (dux) van Champagne. Hij krijgt de taak de veiligheid en de territoriale integriteit van het Frankische gebied te waarborgen.

Lage landen
- Herfst - Willibrord, een Engelse monnik uit Northumbria, gaat met een groep van elf benedictijnse monniken aan land bij Katwijk. Hij volgt van daaruit de Rijn naar Dorestad (bij het huidige Wijk bij Duurstede).
- Willibrord krijgt van Pepijn van Herstal toestemming om het evangelie aan de Friezen te verkondigen. Zijn metgezel Werenfridus vestigt zich in Wervershoof en trekt vanuit Dorestad naar de Betuwe.
- Het Frankische gebied van het huidige Oud-Empel ('s-Hertogenbosch) wordt volgens een schenkingsakte door koning Clovis IV geschonken aan het klooster van Crespin. (waarschijnlijke datum)
- Volgens een vroeg-middeleeuwse legende wordt Hakendover (bij Tienen) gesticht rond dit jaar, dit wordt gevierd met een jaarlijkse paardenprocessie en een bedevaart.

Azië
- Wu Zetian (690 - 705) laat zich formeel tot keizerin van het Chinese Rijk uitroepen. Ze sticht de Wu Zhou-dynastie en laat meedogenloze zuiveringen uitvoeren. Aristocratische clans worden geliquideerd.

Religie
- Plectrudis, echtgenote van Pepijn van Herstal, laat in Keulen de kerk Heilige Maria in het Capitool bouwen. De vroegromaanse basiliek is gebaseerd op de Geboortekerk in Bethlehem.
- Adela van Pfalzel, dochter van de Austrasische edelman (seneschalk) Hugobert, sticht in de buurt van Trier het klooster van Pfalzel, waarvan zij de eerste abdis wordt. (waarschijnlijke datum)

## Geboren
- Arnulf van Champagne, hertog van Neustrië (waarschijnlijke datum)
- Childebrand I, zoon van Pepijn van Herstal (waarschijnlijke datum)
- Pelagius, koning van Asturië (overleden 737)
- Odomar van Sankt Gallen, Zwitsers geestelijke (overleden 759)
- Rotrude van Trier, vrouw van Karel Martel (waarschijnlijke datum)

## Overleden
januari
- 12 - Benedictus Biscop, Angelsaksisch abt

februari
- 3 - Hadelinus van Celles, Frankisch abt en heilige
- 20 - Eticho I, Frankisch hertog (dux)

juni
- 11 - Godeberta van Noyon (50), Frankisch abdis

juli
- 8 - Landrada, Frankisch abdis en heilige

september
- 19 - Theodorus van Tarsus, aartsbisschop van Canterbury

datum onbekend
- Amalberga van Maubeuge, Frankisch non (waarschijnlijke datum)
- Amatus van Sion, Zwitsers bisschop en heilige
- Autbodus, Iers monnik en missionaris
- Bertha van Avenay, Frankisch abdis (waarschijnlijke datum)